# Cristo en casa de Marta y María (Vermeer)
Cristo en casa de Marta y María es una pintura terminada en torno a 1655 por el pintor neerlandés Johannes Vermeer. Se encuentra ubicada en la Galería Nacional de Escocia en Edimburgo y es una de sus obras de mayor tamaño.

## Descripción
La obra toma como base el relato bíblico recogido en el Evangelio de Lucas, en el que Jesús, invitado a comer en casa de sus amigos Lázaro y sus hermanas, Marta y María, aprovecha para enseñar a esta última. Marta, ocupada con los preparativos de la comida pide a Jesús que reprenda a su hermana pero Jesús señala que María en realidad ha escogido la mejor porción de la visita. El tema fue representado en múltiples ocasiones durante los siglos XVI y XVII. De hecho, la obra está compuesta sobre la base de otra del pintor flamenco Erasmus Quellinus II. Los personajes están presentados en una composición piramidal, más propia del Renacimiento que de la época de Vermeer.
Como parte de la pintura de historia, el género de temática bíblica estaba considerado el más distinguido según los tratados sobre pintura contemporáneos de Vermeer. El pintor quiso demostrar con este cuadro que su ingreso en el gremio de San Lucas estaba justificado por su habilidad.